# آكيو كويزومي
آكيو كويزومي هو سياسي ياباني، ولد في 6 أكتوبر 1945 في اليابان. حزبياً، نشط في الحزب الليبرالي الديمقراطي الياباني. وقد انتخب عضو مجلس المستشارين ( – 25 يوليو 2016).